# Дерендинген (Золотурн)
Дерендинген (нем. Derendingen SO) — коммуна в Швейцарии, в кантоне Золотурн.
Входит в состав округа Вассерамт. Население составляет 6022 человека (на 31 декабря 2007 года). Официальный код — 2517.